# Léon-Auguste Ottin
Léon-Auguste Ottin né le 30 octobre 1836 à Paris (ancien 10e arrondissement), mort à Neuilly-sur-Marne le 6 juin 1918, est un peintre, vitrailliste et le fils du sculpteur Auguste Ottin.

## Biographie
Élève de Paul Delaroche et de Horace Lecoq de Boisbaudran, il se lie avec Henri Fantin-Latour, Alphonse Legros, Félix Régamey. De 1861 à 1882, il expose au Salon des refusés. L'État lui achète le tableau Entre ciel et terre au Salon de 1865. Eugène Pottier lui a dédicacé le poème Ce que dit le pain. Il a exposé à l'Exposition universelle de 1878.
Il participe à La Commune pendant laquelle il a été un des membres les plus actifs de la Fédération des artistes. En 1873, il est un des signataires d'une lettre adressée au ministre des Beaux-Arts, demandant que tous les artistes ayant exposé l'année précédente  aient le droit de voter pour élire les membres du jury du Salon. Cette lettre est signée  notamment par Camille Pissarro, Claude Monet, Stanislas Lépine, Adolphe-Félix Cals Alfred Sisley, et de nombreux impressionnistes.
Ottin participe à la première (1874) et à la deuxième exposition des impressionnistes (1876) où il présente à chaque fois respectivement 10 et 14 œuvres tableaux, aquarelles et ensemble de tableaux, qui montrent bien ses préoccupations impressionnistes. Le journaliste  Louis Leroy, dans sa célèbre charge contre la première exposition impressionniste, le cite dans Le Charivari comme un moyen de calmer son personnage imaginaire rendu furieux « J'essayai de le calmer en lui montrant Le Canal Saint-Denis de M. Lépine et La Butte Montmartre de M. Ottin, tous deux assez fins de ton... ».
Après avoir exposé en 1869 un vitrail La roue de la Fortune, il développe cet art en créations et restaurations.
A l'Exposition Universelle de 1878, deux vitraux représentant des sujets religieux y figurent.
En 1908 on le retrouve "Professeur de vitraux et d'Histoire de l'Art" en école municipale professionnelle de la Ville de Paris.

## Œuvres  présentées à la première exposition impressionniste
Son père, Auguste Ottin, y exposait en compagnie de son fils dix sculptures (n° 119 à 128) dont un groupe de marbre.
N° 129 Après la messe à la campagne, N° 130 Au Château (Sannois), N° 131 La Butte-Montmartre, versant sud, N° 132 La Fête chez Thérèse (projet de rideau de théâtre, aquarelle), N° 133 Bergerie sans moutons (lithographie), N° 134 At Home (à M.T.H.), N° 135 Mariette (tête d'étude).

## Œuvres présentées à la deuxième exposition impressionniste
N° 183 La Maison bleue, butte Montmartre, N° 184 Le Mont Cassin, versant sud, butte Montmartre, N° 185 En plein soleil, butte Montmartre, N° 186 Sur le versant nord butte Montmartre, N° 187 Le Plateau de la Butte,  N° 188 La Maison Lorcinier, butte Montmartre (à M.L.), N° 189 La Rue du Mont-Cenis, butte Montmartre, N °190 Retraite de Russie, versant Ouest, N° 191 La Maison rouge, l'abreuvoir, butte Montmartre, N° 192 Petite rue Saint-Denis, butte Montmartre, N° 193 La Tour Solférino, butte Montmartre (à Mme O.), N° 194 Au cimetière, butte Montmartre, N° 195 Sept pièces : 1) Le Sommet, orage, 2) Le Sommet, brouillard, 3) Rue du Mont-Cenis, 4) L'Observatoire, 5) Village kabyle, 6) D'un balcon,soleil couché, 7) Entre les rues des Carrières et Marcadet, N° 196 Trois pièces : 1) Le Parc, 2) Auvergne (à André Gill), 3) De la rue Ordener.

## Publications
- L'art de faire un vitrail. H. Laurens 1892 - réédité depuis (1909 ; 2016)
- Le vitrail. Son histoire, ses manifestations à travers les âges et les peuples, H. Laurens éditeur, Paris, 1896 (lire en ligne)

## Famille
- Auguste Denis Victoire Ottin (1787- ), tourneur sur cuivre et bronze, marié avec Anne Barthélémi Charbonnier
  - Auguste Louis Marie Ottin (1811-1890)
    - Léon-Auguste Ottin (1836-1918), marié en 1869 avec Catherine Ernst (1843- )
      - Henri Léo Ottin (1870-1960)
      - Juliette Andrée Ottin (1877-1944)